# Letra capital

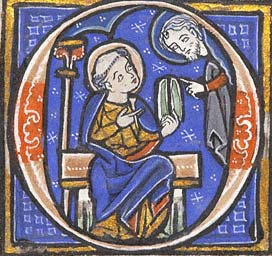
Una letra capital historiada de un manuscrito ilustrado.

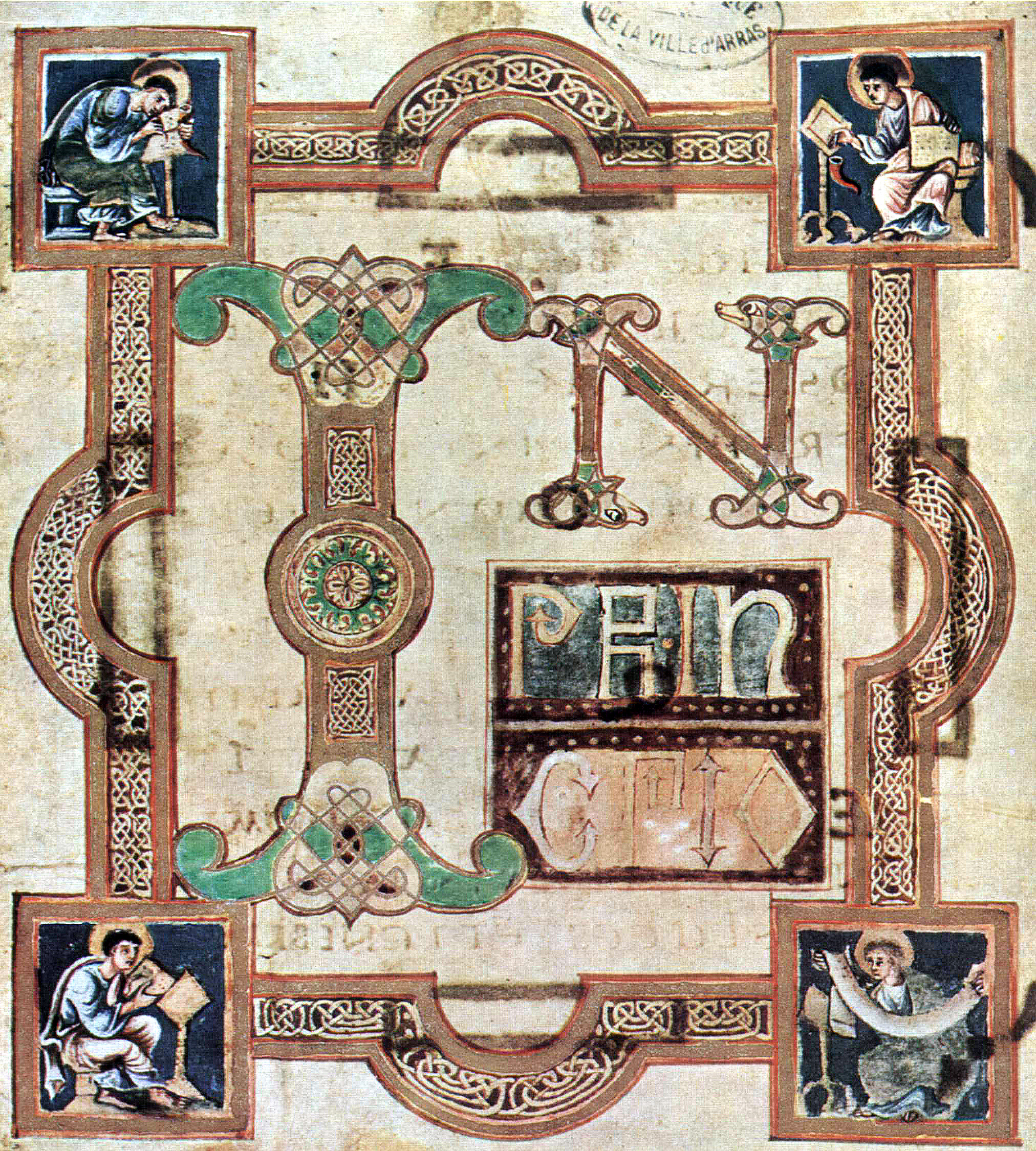
Íncipit In principio al evangelio de Juan

En una obra escrita o publicada, una letra capital o letra capitular o simplemente capitular es una letra que aparece al inicio de la obra, de un capítulo o de un párrafo y que tiene un tamaño mayor que las del resto del texto. A menudo, para destacarse, las letras capitales ocupan varios renglones de alto, y en ocasiones en los manuscritos más antiguos aparecen muy ornamentadas.
En los manuscritos ilustrados, pueden existir letras capitales con imágenes en su interior, conocidas entonces como «capitales historiadas». Este tipo fue una invención del arte insular de las islas británicas en el siglo VIII. 
Las capitales historiadas que contienen, por lo general, espirales en forma de plantas, con pequeñas figuras de animales u hombres que no representan una escena específica, son conocidas como «capitales habitadas». Según los motivos decorativos, también puede hablarse de «capitales figurativas» o en otros casos, simplemente, de «capitales ornamentadas». Ciertas capitales importantes, como la B de Beatus vir ... en la entrada del salmo 1 al comienzo de una vulgata de salterio, podría ocupar una página entera de un manuscrito.
Estas letras iniciales capitales específicas, en un manuscrito iluminado, también eran llamadas initia.

## Breve historia de la letra capital

Juego incompleto de letras capitales del

En la tradición clásica tardía se usaban letras mayúsculas para las capitales en todo. En textos romanos que han sobrevivido, a menudo es difícil incluso separar las palabras, ya que no se utilizaban espacios. En la época tardo-antigua, su uso fue común en toda Italia y las letras capitales por lo general se colocaban en el margen izquierdo, para aislarlas del resto del texto, y casi con el doble de altura de las otras letras. 
En los manuscritos insulares, se efectuó una innovación radical, haciendo las capitales mucho más grandes, sin sangría, y con las letras que lleva inmediatamente a continuación también más grandes, pero disminuyendo gradualmente su tamaño (llamado efecto «diminuendo», como en la notación musical). Posteriormente se hicieron todavía más grandes, se colorearon y cada vez se extendieron más por la página, hasta incluso ocuparla enteramente.
La decoración de las letras capitales en el estilo insular, especialmente en las grandes, fue generalmente abstracta, geométrica o zoomórfica. Las capitales historiadas fueron una invención insular, pero no fueron tenidas en cuenta hasta el desarrollo del arte otoniano, del arte anglosajón y del estilo románico en particular. Después de este período, en el arte gótico, grandes pinturas de escenas tendían a ir en espacios rectangulares enmarcados, y la letra capital, aunque seguía siendo a menudo historiada, tendía a ser nuevamente más pequeña.
En la más temprana historia de la impresión, la composición dejaba en blanco el espacio necesario para que las letras capitales pudiesen ser añadidas por los copistas o pintores de miniaturas. Más tarde, el impresor veneciano Lorezo Alopa comenzó a imprimir las letras capitales realizadas usando  técnicas de grabado en metal o madera.

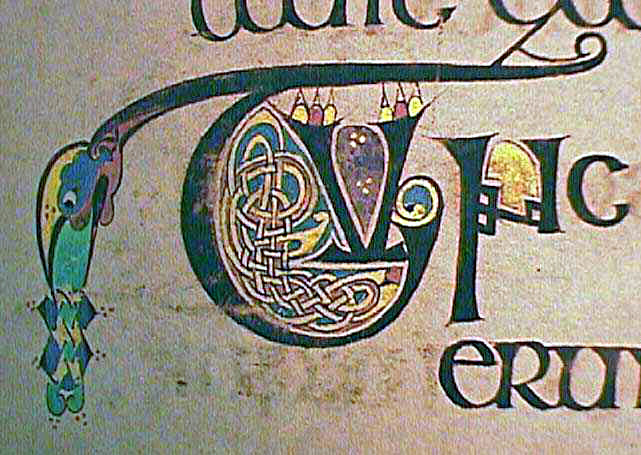
Una de miles de las pequeñas letras capitales decoradas del Libro de Kells.
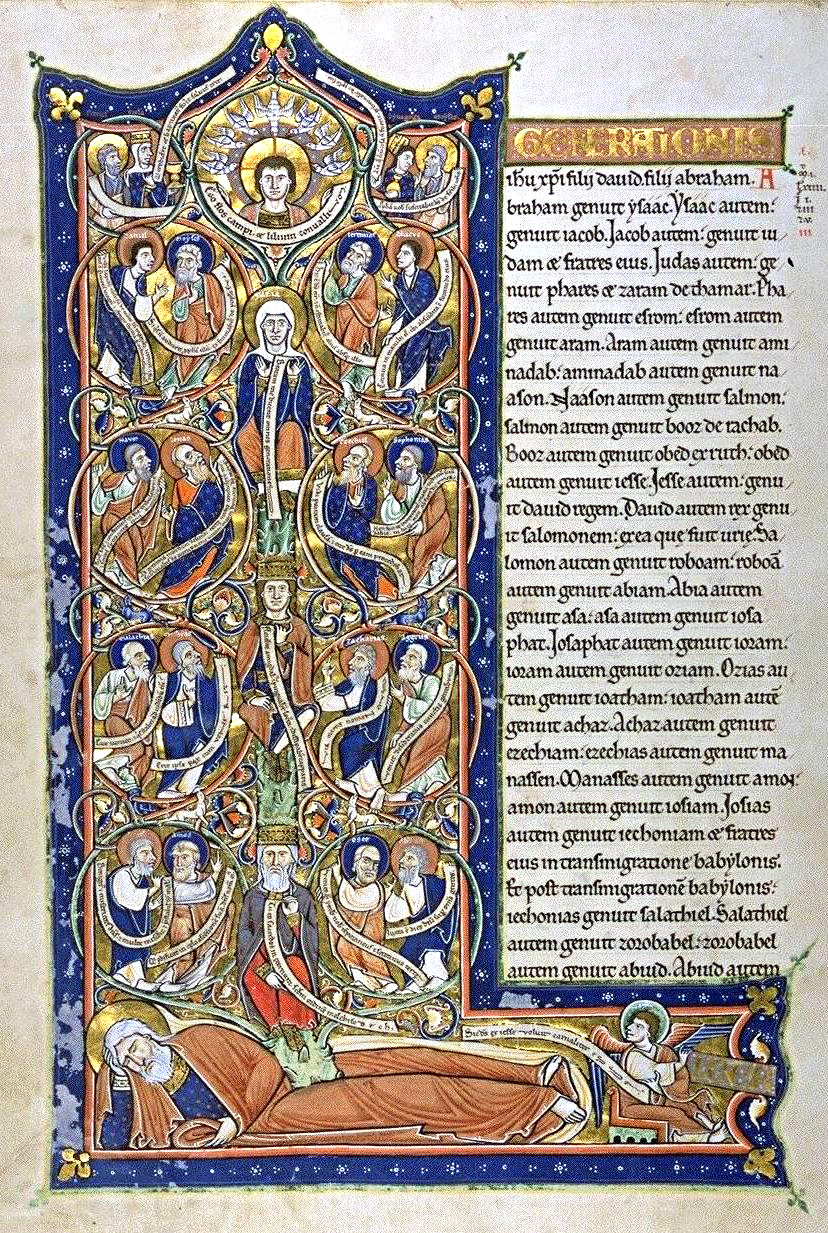
Una gran letra capital L de una Biblia románica.
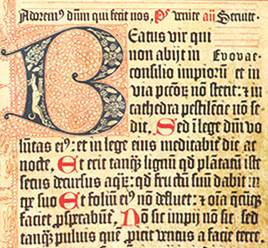
Salterio de Maguncia, impreso en 1457 por Johannes Gutenberg. La principal letra capital y el borde están hechos en xilografía, así como las letras capitales más pequeñas en rojo; el resto del texto está hecho con tipo móvil.
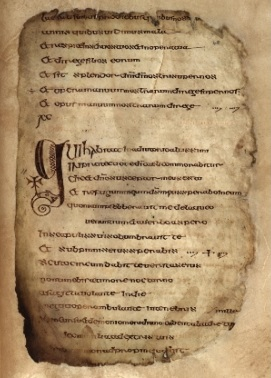
Efecto «diminuendo» en las primeras letras después de la letra capital. Cathach de san Columba (Irlanda, siglo VII).
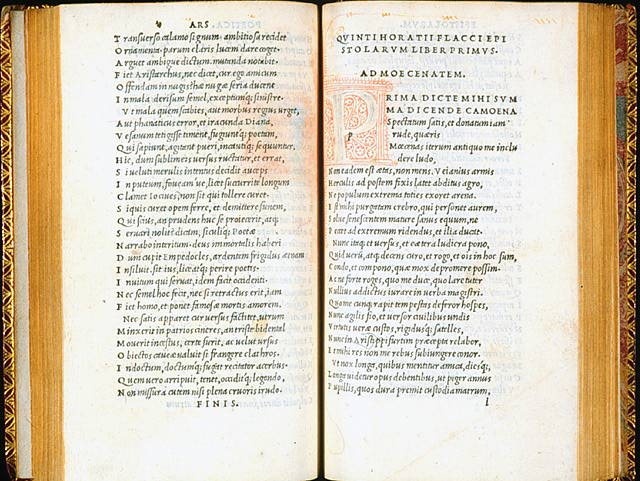
Impreso con letra capitular dibujada a mano.
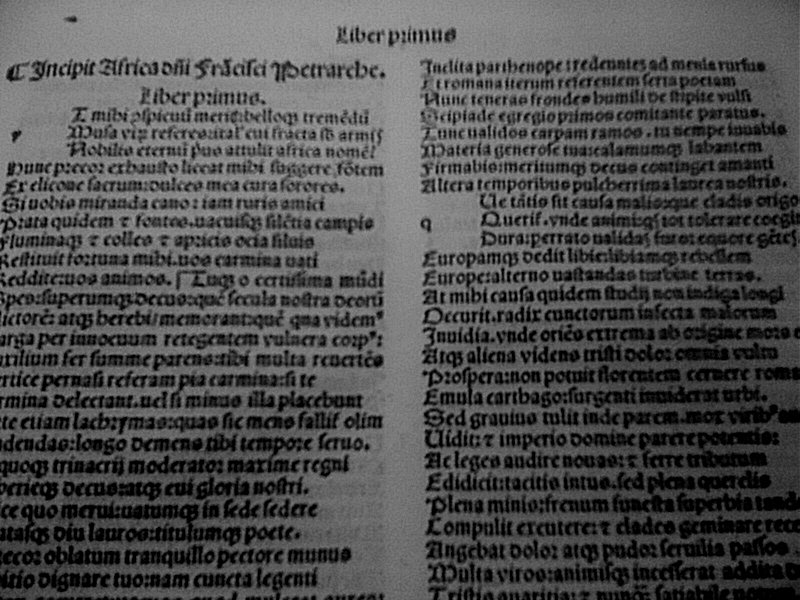
Impreso con huecos dejados para capitulares pero no se dibujaron.

## Tipos de letras capitales
Las letras capitales se clasifican morfológicamente: «rubricada» (rojo), «epigráfica», imitando las mayúsculas romanas, «figurada» (por lo general en miniaturas formadas por hombres y/o animales) o «historiada», que da soporte espacial a escenas de carácter narrativo y que fue muy utilizada durante el período gótico.

### En la computadora
La letra capital puede estar apoyada en el mismo renglón que la primera línea del texto, con el mismo margen. Este es uno de los tipos más fáciles de colocar en una computadora, incluso en HTML. Un ejemplo:
Lorem ipsum dolor sit amet, consectetur adipisicing elit, sed do eiusmod tempor incididunt ut labore et dolore magna aliqua. Ut enim ad minim veniam, quis nostrud exercitation ullamco laboris nisi ut aliquip ex ea commodo consequat. Duis aute irure dolor in reprehenderit in voluptate velit esse cillum dolore eu fugiat nulla pariatur. Excepteur sint occaecat cupidatat non proident, sunt in culpa qui officia deserunt mollit anim id est laborum.
Alternativamente, la letra capital puede estar en el margen izquierdo, con el texto dentado, como se muestra a continuación. En algunos procesadores de texto y en HTML, puede implementarse usando una tabla con dos celdas, una para la capital y la otra para el resto del texto. La diferencia entre ella y una letra capital real puede verse cuando el texto se extiende por debajo de la capital. Por ejemplo:

| L | orem ipsum dolor sit amet, consectetur adipisicing elit, sed do eiusmod tempor incididunt ut labore et dolore magna aliqua. Ut enim ad minim veniam, quis nostrud exercitation ullamco laboris nisi ut aliquip ex ea commodo consequat. Duis aute irure dolor in reprehenderit in voluptate velit esse cillum dolore eu fugiat nulla pariatur. Excepteur sint occaecat cupidatat non proident, sunt in culpa qui officia deserunt mollit anim id est laborum. |

Con grandes letras capitales, la capital se encuentra dentro de los márgenes y se extiende varias líneas en el párrafo, sangrando el texto de tamaño normal de estas líneas. Esto mantiene los márgenes izquierdo y superior del párrafo al ras.
En los navegadores de internet, puede lograrse con una combinación de HTML y CSS ajustando a la izquierda con la opción float: left;. Una solución alternativa en CSS puede ser el pseudoelemento :first-letter. Un ejemplo de este formato es el siguiente párrafo:
Lorem ipsum dolor sit amet, consectetur adipisicing elit, sed do eiusmod tempor incididunt ut labore et dolore magna aliqua. Ut enim ad minim veniam, quis nostrud exercitation ullamco laboris nisi ut aliquip ex ea commodo consequat. Duis aute irure dolor in reprehenderit in voluptate velit esse cillum dolore eu fugiat nulla pariatur. Excepteur sint occaecat cupidatat non proident, sunt in culpa qui officia deserunt mollit anim id est laborum.
En algunos manuscritos antiguos, la primera letra del texto de tamaño normal después de una letra capital también podía ser capitalizada, como puede verse en el Salterio de Maguncia, arriba, y en la impresión original de 1609 de los sonetos de Shakespeare. De esta forma se evoca el «diminuendo» escrito a mano que reduce gradualmente el tamaño del texto en la primera línea. Este estilo, actualmente, no es nada común.